# Parc de la Marquesa
El parc de la Marquesa es troba al barri de Collblanc de l'Hospitalet de Llobregat (Barcelonès). Està limitat per la carretera de Collblanc i els carrers de Farnés, Llobregat i Occident, i té una superfície de 13.772 m².

## Història i descripció
Formava part dels jardins de la Torre Barrina, propietat d'Eugènia Casanovas i Amat, la qual rebia el sobrenom popular de «la marquesa». La lluita veïnal va fer que l'Ajuntament de l'Hospitalet adquirís la casa i els jardins i els convertís en parc, que va obrir les portes al públic l'any 1978. Aleshores tenia una extensió de 6.500 m² i va esdevenir una fita per al barri, que no disposava de gairebé cap zona verda en aquella època. El 1980 va rebre el nom actual, i el 20 de gener del 2007 va reobrir després d'una remodelació, que va tenir un cost de 1.765.000 euros i va permetre que pràcticament dupliqués la seva superfície.
Envoltant la casa hi ha vestigis de l'antic jardí, on encara s'hi conserven les grans palmeres que hi havia prop de les masies (la majoria avui dia desaparegudes). Està distribuït, com era típic al segle xix, en glacis i caminets amb bancs, arbres d'ombra i dues fonts de fosa, de tipus columna amb aixetes de llautó i peu de pedra artificial. La reixa que l'envolta és de forja, està emmarcada per dues grans pilastres de pedra, i a la llinda hi ha la data 1867. S'hi ha afegit aparells de jocs per a infants.

## Galeria

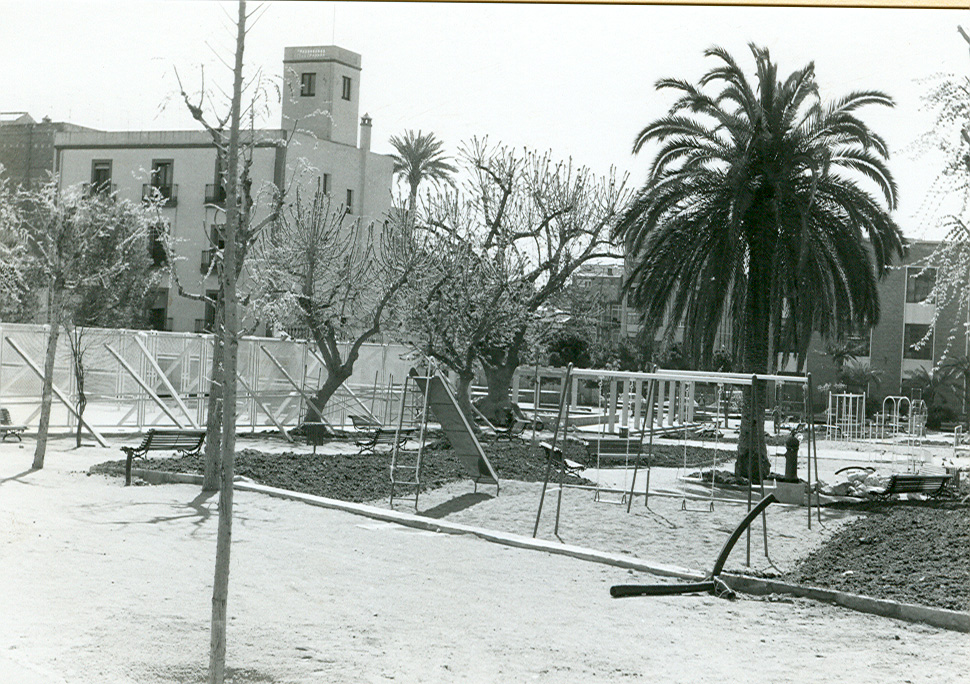
Imatge del parc presa el 1986
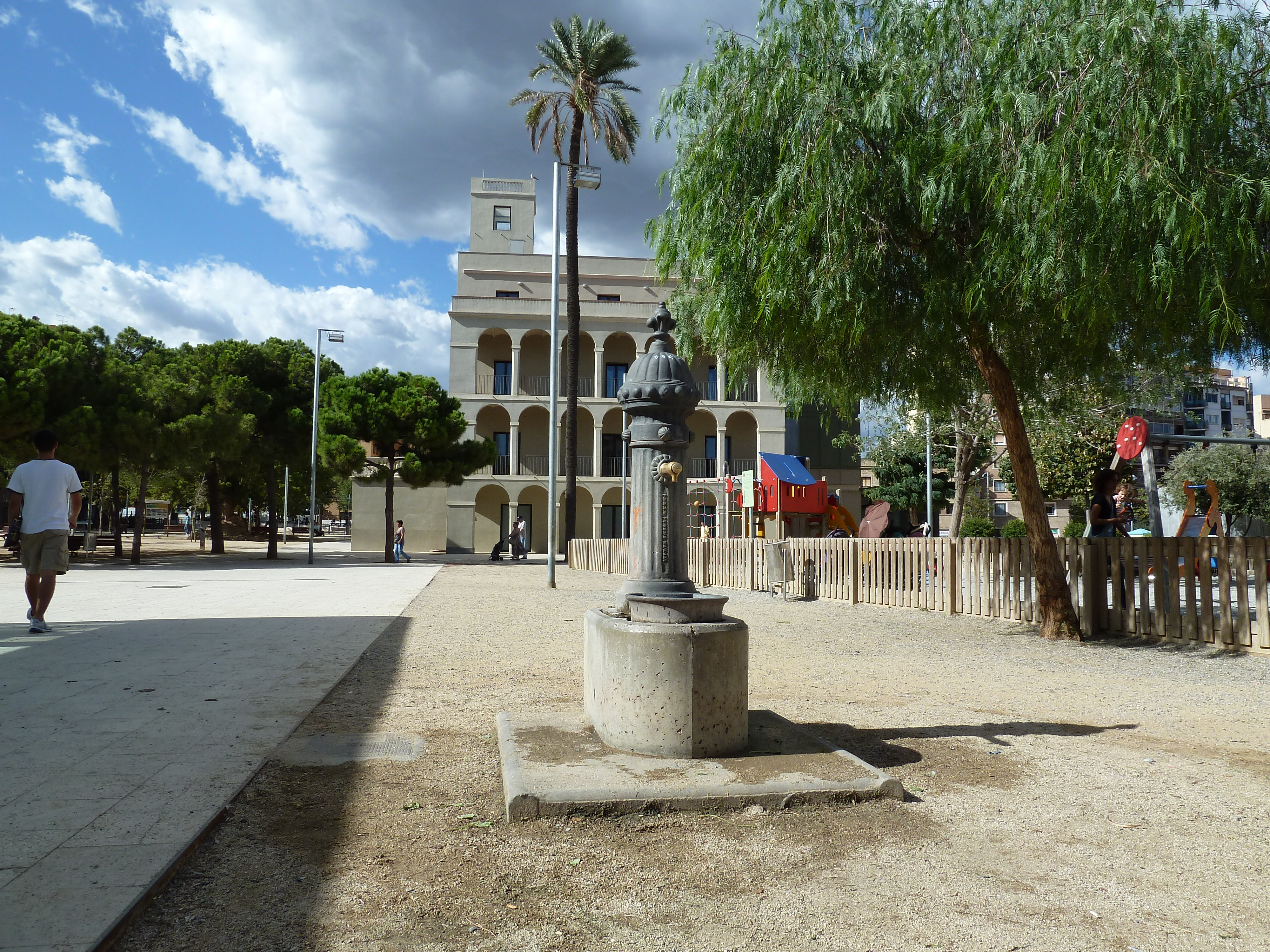
Font pública del parc